# Aulacodes brunnealis
Aulacodes brunnealis là một loài bướm đêm trong họ Crambidae.